# KVV Hou ende Trou Zwijnaarde
KVV Hou ende Trou Zwijnaarde is een Belgische voetbalclub uit  Nieuw Gent. De club is bij de KBVB aangesloten met stamnummer 9074 en heeft blauw en wit als kleuren. De club draagt door zijn historie de naam Zwijnaarde, speelt echter sinds 2004 niet meer in dat dorp, maar in Nieuw Gent, een buurt ten zuiden van het Gentse stadscentrum.

## Geschiedenis
Hou ende Trou werd in 1923 opgericht als FC Hou ende Trou Zwijnaarde.  In 1926 sloot de jonge club aan bij de KBVB en kreeg stamnummer 747 toegewezen. De club nam niet aan de competities deel en nam in 1929 ontslag uit de KBVB om het Katholiek Vlaams Sportverbond te vervoegen. Het eerste stamnummer bij de KBVB ging hierdoor verloren.
In 1960 werd de club een koninklijke maatschappij. In 1987 verliet Hou ende Trou het Katholiek Vlaams Sportverbond en keerde terug naar de KBVB. Gezien dit een nieuwe aansluiting was, kreeg de club een nieuw stamnummer (9074).
Na drie moeilijke eerste seizoenen werd de club sterker, wat in 1992 tot promotie naar Derde Provinciale leidde. Het dorp kon zich aldus verheugen op een derby met buur VC Zwijnaarde. De eerste twee seizoenen eindigde Hou ende Trou zelfs hoger in het klassement dan de dorpsgenoot. Het tij zou echter snel keren, VC Zwijnaarde promoveerde naar Tweede Provinciale in 1995 en Hou ende Trou degradeerde naar Vierde Provinciale  in 2000.
In 2004 moest de club het vertrouwde terrein in Zwijnaarde verlaten na onteigening door de stad. Hou ende Trou kreeg een nieuw terrein aan de overkant van de Ringvaart op Gents grondgebied. De club kende enkele moeilijke jaren met zwakke prestaties. In 2008 legde de stad wel een kunstgrasveld aan in de Muilaardstraat.
Langzaam krabbelde Hou ende Trou weer recht en in 2013 vierde men de titel in Vierde Provinciale. De club hield stand en groeide in deze reeks uit tot een vaste waarde. De jeugdwerking die de verhuis eerst moeilijk verteerde, telt in het seizoen 2019/20 maar liefst  19 ingeschreven ploegen, waaronder ook een dameselftal en een G-voetbal team. In 2021 startte de club ook met een B-elftal in Vierde provinciale.